# 顧美華
顧美華（英語：Josephine Ku，1952年3月6日—），香港電影演員。她早年就讀中華基督教會基協中學和瑪利諾中學（1971年第三屆中五）。1984年第一次拍攝電影《似水流年》，1985年第4屆香港電影金像獎入圍最佳女主角提名，並榮獲最佳新演員獎項。1992年，以《浮世戀曲》電影榮獲第29屆金馬獎最佳女配角獎項。

## 作品

### 电影
- 1984年: 《似水流年》飾 張珊珊
- 1988年: 《盡訴心中情》飾 顧小姐
- 1989年: 《不脫襪的人》飾 顧太太
- 1989年: 《人在紐約》 飾 Stella
- 1990年: 《廟街皇后》飾 Venus
- 1990年: 《小偷阿星》飾 越南殺手
- 1990年: 《滾滾紅塵》飾 編輯
- 1991年: 《豪門夜宴》飾 攝影師
- 1992年: 《伙頭福星》飾 黃如英
- 1992年: 《浮世戀曲》飾 張文嫻
- 1992年: 《警察故事3：超級警察》飾 程穎思
- 1992年: 《絕代雙驕》 飾 黑寡婦
- 1993年: 《大鬧廣昌隆》飾 雷莎
- 1994年: 《清官難審》飾 小查大嫂
- 1995年: 《女兒紅》飾 周秋妹
- 1995年: 《山水有相逢》
- 1995年: 《沒有老公的日子》
- 2004年: 《美麗上海》飾 靜雯
- 2013年: 《迷離夜：驚蟼》飾 闊太顧客
- 2015年: 《赤道》飾 Sophia
- 2017年: 《那年夏天你去了哪裏》
- 2019年: 《失蹤》飾 麥太
- 2019年:《生前約死後》飾 母親[2]

### 電視劇（香港電台）
- 1984-1985年: 《香江歲月》飾 文娟
- 1987年: 《小說家族1987：翅膀》
- 1990年: 《雙城記：哀歌》飾 樂敏華
- 1991年: 《小說家族1991：愛蓮說》
- 1992年: 《性本善：再覓半生情》
- 1992年: 《獅子山下：變奏之前》
- 1992年: 《獅子山下：家》
- 1993年: 《驕陽歲月：冷媒介、熱青春》
- 1993年: 《人間有情：一世人兩姊妹》
- 1993年: 《人間有情：窗》
- 1994年: 《獅子山下：借東風》

### 電視劇（電視廣播有限公司）
- 1987年: 《此情可待》（單元劇）
- 1992年: 《龍的天空》飾 馮寶珊
- 1993年: 《天倫》 飾 林清
- 1993年: 《射鵰英雄傳之九陰真經》飾 柳溶月
- 1993年: 《青少年實況劇之愛有明天》

### 電視劇（其他）
- 2006年: 《別愛我》飾 程蔣美琪

## 获奖与提名
获奖
- 1985年 1985年香港電影金像獎：最佳新演員（作品：《似水流年》）
- 1992年 第29屆金馬獎：最佳女配角（作品：《浮世戀曲》）

提名
- 1985年 1985年香港電影金像獎：最佳女主角（作品：《似水流年》）
- 1990年 1990年香港電影金像獎：最佳女配角（作品：《不脫襪的人》）

## 外部連結
- 香港影庫 （页面存档备份，存于）